# Wytoczenie barków sposobem Lővseta
Wytoczenie barków sposobem Løvseta, obroty Løvseta (łac. liberatio brachiorum et manuum modo Løvset) – manewr położniczy przyspieszający ukończenie II okresu porodu w przypadku położenia podłużnego miednicowego płodu. Polega on na urodzeniu barków za pomocą spiralnego obrotu płodem, podczas którego dochodzi do samoistnego uwolnienia rączek.
Zabieg ten został opisany przez norweskiego położnika Jørgena Løvseta w 1936 roku.

## Wykonanie pomocy ręcznej
Położnik obejmuje dłońmi klatkę piersiową płodu (trzymając kciuki na łopatkach) i obraca tułów wzdłuż jego osi długiej o 180°. W czasie obrotu tylny bark wytacza się po łuku łonowym z zagłębienia krzyżowego. Rączka wypada wtedy najczęściej sama. W ustawieniu I obrotu dokonujemy przeciwnie do ruchu wskazówek zegara, a w ustawieniu II – zgodnie. W celu wydobycia barku przedniego wykonuje się analogiczny manewr w kierunku przeciwnym, czyli grzbietem płodu w kierunku spojenia łonowego.
Przy dokonywaniu obrotu płodu nie powinno się pociągać nim ku dołowi.